# Warstwa społeczna
Warstwa społeczna – pojęcie warstwy społecznej wprowadził Max Weber. Pojęcie można rozumieć na trzy sposoby:
1. część klasy, czyli grupa wewnątrzklasowa, np. mała i wielka burżuazja;
2. kategoria społeczno-zawodowa, którą wyodrębnia się ze względu na miejsce i rolę w społeczeństwie;
3. grupa ludzi żyjących w podobnych warunkach, tworząca wspólnotę obyczajów, stylu życia, np. młodzież, chłopi, renciści.
Wyodrębniało się następujące warstwy społeczne:
- chłopi i ziemiaństwo;
- rycerze;
- robotnicy;
- bogate mieszczaństwo (burżuazja, właściciele fabryk);
- drobnomieszczaństwo.

Drobnomieszczaństwo dzielono na:
- inteligencję;
- właścicieli drobnych przedsiębiorstw.